# Вигльондаче
Вигльондаче (пол. Wyglądacze) — село в Польщі, у гміні Сокольники Верушовського повіту Лодзинського воєводства.